# Koshintō
 (mai 2019).
Koshintō (古神道) est la tradition shinto originelle du peuple de la période Jōmon, encore pratiquée de nos jours dans certaines familles et communautés Aïnous ainsi que dans certaines régions des îles Ryūkyū.

## Histoire
Le peuple Jōmon arrive dans l'archipel japonais il y a dix mille ans et le peuple Yayoi, venu du continent asiatique, il y a environ deux mille cinq cents ans. Les deux cultures se mélangent dans l'archipel et le métissage du koshintō (ancien shinto) local avec les traditions importées entraîne la création de ce qui est le shinto d'aujourd'hui. Le peuple aborigène des Ezo est déplacé vers le nord jusqu'à être repoussé dans le Hokkaidō. Le koshintō garde son identité en tant que système de croyance dans le nord où les Aïnous conservent leur identité ethnique et aussi dans le sud, comme cela est détaillé dans le rapport anthropologique de 1605 Ryūkyū shintō-ki (« Compte-rendu de la religion locale [Shinto] dans les îles Ryūkyū »). Le shintoïsme du Japon central, ce qui sera ultérieurement appelé « Pure shinto », est plus tard influencé par le bouddhisme et le confucianisme et au fil du temps évolue vers le shintoïsme d'aujourd'hui. Quelques kokugakushu (« nativistes » ) ont essayé de restaurer la religion shinto, telle qu'elle était pratiquée à l'origine, à partir de textes fragmentaires et de pratiques religieuses populaires isolées.
Le koshintō a beaucoup en commun avec le shinto. La nature et l'humanité sont étroitement entrelacées et la divinité est une fonction ou la totalité de la nature qui s'exprime dans des entités spirituelles appelées kamuy ou kamui (shiji dans les îles Ryūkyū) par le koshintō et kami par le shinto. Comme dans le shinto, il n'y a pas d'homogénéité totale de la croyance, des rituels et de la tradition, mais diverses interprétations de la croyance fondamentale.
La croyance moderne des Aïnous n'est pas toujours koshintō et certaines conceptions modernes ne sont pas originaires des Aïnous. Certains rituels et traditions en usage chez les Aïnous d'aujourd'hui présentent une coloration étrangère aux vieilles traditions koshintō. L'interdiction Aïnoue, parfois mentionnée, faite aux femmes de prier, qui n'existe pas dans le koshintō original ou dans le Uepeker, les contes rapportant les expériences de ceux qui ont vécu dans le passé, en est un exemple. Dans le koshintō original, les femmes tiennent une place éminente en tant que chamans.

## Étymologie
Le mot japonais ko (古) signifie « ancien ou vieux » ; shin (神) signifie « force spirituelle ou l'esprit », souvent traduit librement par « divinité » ou « dieu » et tō (道) signifie « le chemin ». Ainsi koshintō signifie littéralement la « Voie antique des Dieux » ou « Voie des Anciens Dieux ».

## Croyances
Le koshintō considère que les manifestations de la nature et des choses, comme les arbres, les montagnes, les rivières et les animaux ou même les pierres, sont habitées par des êtres spirituels. Le shinto hérite de cette vision des choses mais la combine avec le Bouddhisme, et tandis que dans le koshintō il n'y a pas de représentation des kami (esprits) parce qu'ils sont intangibles, dans le shinto certains kami sont représentés par des figures semblables à des figures bouddhistes. Quelques pratiques shinto, tel le yamabushi (aussi shugendo) sont très semblables à certains rituels koshintō.
Dans le koshintō tout a une âme, la nature elle-même en a une. Il faut respecter l'esprit de l'univers et vénérer la nature elle-même dans toutes ses manifestations. Il faut aussi adorer la vie en soi-même comme l'expression de la nature. L'un des principaux modes de vie dans le koshintō est de vivre en harmonie avec la nature et tous ses êtres et ses manifestations qui comprennent également les êtres spirituels que nous ne voyons pas et qui habitent les arbres, les montagnes, les rivières et les autres choses. La mort signifie simplement devenir esprit, elle n'est qu'un changement de forme. Des caractéristiques inhabituelles dans un arbre, un rocher, une cascade, certains animaux et des individus remarquables sont considérées comme une indication d'un puissant kamui (ou shiji dans les îles Ryūkyū).
Les kagura, aussi appelées kamukura ou kamikura, sont des danses adoptées par le koshintō pour représenter des fables ou pour interagir avec certaines actions des kamui.
Le musubi (le pouvoir mystique de devenir ou de création) revêt une importance fondamentale dans le concept des kamui et dans la représentation du monde du koshintō.
Il existe également une conviction dans l'existence de lieux utopiques comme le Nirai Kanai dans les îles Ryūkyū ou le Kamui Moshiri des Aïnous.
La discipline acétique (shugyo ou shugyō) est pratiquée dans les montagnes depuis des siècles. Elle comprend habituellement des ablutions d'eau froide au pied d'une cascade. Celles-ci sont considérées profondément transformatrices de l'âme, mais le pratiquant est mis en garde contre le danger de devenir possédé par l'un des esprits censés habiter les montagnes. Cette pratique et le kotodama (mots ayant un effet magique sur le monde), ainsi que les rites de purification du misogi, ont aussi été transmis à quelques sectes shinto comme le Yamabushi et ont été pratiqués par quelques fondateurs de certains arts martiaux tels que Morihei Ueshiba pour l'aikido et Ryushin Yakushimaru pour le kukishin-ryū.
Le koshintō insiste sur l'importance de la purification de l'âme et du corps. On peut purifier son corps en se baignant sous une cascade ou en versant de l'eau sur soi-même ou par la pratique du kokyu-ho (le pouvoir de la respiration) et le kotodama-ho ou « pratique du chant magique ».

## Symboles
Les sanctuaires koshintō sont de simples pierres, des cercles de pierres ou de petites huttes en bois et des autels pour le culte des kamui des ancêtres morts. Les kamui de la nature peuvent être adorés où ils vivent, dans les forêts, les rivières et les montagnes. Le rituel est une activité personnelle et parfois communautaire, habituellement pratiqué dans les espaces ouverts. Les temples sont réservés uniquement à la transmission des traditions ou aux pratiques plus personnelles comme la purification, certains types de méditation, les offrandes et parfois l'entraînement corporel. Fêtes et cérémonies sont le plus souvent en rapport avec les saisons, les récoltes et les âges spéciaux à l'occasion desquels des rites de passage peuvent être accomplis.
La poterie à l'usage exclusif du rituel est une pratique et un mode d'expression normaux. Il y a prééminence traditionnelle des chamanesses sur les chamans, la divination et les capacités de possession par les esprits étant le plus souvent considérées comme des capacités du sexe féminin.

## Source de la traduction
- (en) Cet article est partiellement ou en totalité issu de l’article de Wikipédia en anglais intitulé « Koshintō » (voir la liste des auteurs).